# Anastasios Lagos
Anastasios Lagos (Grieks: Αναστάσιος Λαγός; Almyros, 12 april 1992) is een Grieks voetballer die doorgaans speelt als middenvelder. In juli 2025 verliet hij Pierikos.

## Clubcarrière
Lagos speelde vanaf 2007 in de jeugdopleiding van Panathinaikos. In 2011 liep de middenvelder stage bij de Engelse clubs Everton en Tottenham Hotspur. Die stages liepen niet uit op concrete interesse van de clubs en in 2012 maakte Lagos zijn competitiedebuut voor Panathinaikos. Op 24 maart werd met 0–1 gewonnen op bezoek bij OFI Kreta. Coach Jesualdo Ferreira liet de middenvelder in de vierenzestigste minuut invallen voor Sotiris Ninis. Tien minuten later kreeg hij een gele kaart. Op 18 december 2013 tekende hij voor zijn eerste (en tweede) doelpunt in de hoofdmacht. Op die dag werd met 0–4 gewonnen van Levadiakos. Bij beide doelpunten was Nikos Karelis de aangever. In de zomer van 2014 verlengde de middenvelder zijn verbintenis bij Panathinaikos tot medio 2017. In de zomer van 2016 maakte Lagos de overstap naar Würzburger Kickers, waar hij zijn handtekening zette onder een verbintenis voor de duur van twee seizoenen. Na één jaar en vijf competitiewedstrijden op zak keerde Lagos terug naar Griekenland, waar hij voor twee jaar tekende bij AE Larissa. Na ruim een half seizoen, met daarin vijfentwintig officiële wedstrijden, gingen club en speler uit elkaar. In januari 2019 tekende Lagos een verbintenis voor anderhalf jaar bij Ermis Aradippou. Hiervan zat hij eenderde uit, voor Apollon Smyrnis hem aantrok. Medio 2021 verkaste Lagos naar Anagennisi Karditsa. Medio 2023 verkaste Lagos transfervrij naar Aiolikos. Een half seizoen later werd AO Kavala zijn nieuwe club. In de zomer van datzelfde jaar nam Pierikos hem transfervrij over.

## Clubstatistieken
| Seizoen | Club                | Competitie     | Competitie | Competitie | Beker | Beker | Internationaal | Internationaal | Totaal | Totaal |
| Seizoen | Club                | Competitie     | Wed.       | Dlp.       | Wed.  | Dlp.  | Wed.           | Dlp.           | Wed.   | Dlp.   |
| ------- | ------------------- | -------------- | ---------- | ---------- | ----- | ----- | -------------- | -------------- | ------ | ------ |
| 2011/12 | Panathinaikos       | Super League   | 1          | 0          | 1     | 0     | 0              | 0              | 2      | 0      |
| 2012/13 | Panathinaikos       | Super League   | 6          | 0          | 2     | 0     | 1              | 0              | 9      | 0      |
| 2013/14 | Panathinaikos       | Super League   | 32         | 3          | 6     | 0     | —              | —              | 38     | 3      |
| 2014/15 | Panathinaikos       | Super League   | 23         | 1          | 5     | 0     | 8              | 0              | 36     | 1      |
| 2015/16 | Panathinaikos       | Super League   | 15         | 0          | 6     | 0     | 4              | 0              | 25     | 0      |
| 2016/17 | Würzburger Kickers  | 2. Bundesliga  | 5          | 0          | 0     | 0     | —              | —              | 5      | 0      |
| 2017/18 | AE Larissa          | Super League   | 19         | 0          | 6     | 0     | —              | —              | 25     | 0      |
| 2018/19 | Ermis Aradippou     | A Divizion     | 14         | 0          | 2     | 0     | —              | —              | 16     | 0      |
| 2019/20 | Apollon Smyrnis     | Super League 2 | 7          | 0          | 2     | 0     | —              | —              | 9      | 0      |
| 2020/21 | Apollon Smyrnis     | Super League   | 14         | 0          | 2     | 1     | —              | —              | 16     | 1      |
| 2021/22 | Anagennisi Karditsa | Super League 2 | 22         | 3          | 2     | 0     | —              | —              | 24     | 3      |
| 2022/23 | Anagennisi Karditsa | Super League 2 | 21         | 1          | 0     | 0     | —              | —              | 21     | 1      |
| 2023/24 | Aiolikos            | Super League 2 | 3          | 0          | 0     | 0     | —              | —              | 3      | 0      |
| Totaal  | Totaal              | Totaal         | 182        | 8          | 34    | 1     | 13             | 0              | 229    | 9      |

Bijgewerkt op 21 juli 2025.

## Interlandcarrière
Lagos werd in maart 2015 voor het eerst opgeroepen voor het Grieks voetbalelftal. Bondscoach Sergio Markarián nam hem op in de selectie voor het uitduel bij Hongarije. De twee landen speelden met 0–0 gelijk en Lagos kwam niet in actie.

## Erelijst
| Kupello Elladas | 1 | 2013/14 |